# Petrovice (Znojmói járás)
Petrovice település Csehországban, a Znojmói járásban. Petrovice Dobelice, Kadov, Hostěradice, Rybníky és Lesonice településekkel határos. Lakosainak száma 381 fő (2024. január 1.).

## Népesség
A település lakosságának változását az alábbi diagram mutatja:
| Lakosok száma | 397  | 423  | 435  | 413  | 427  | 367  | 366  | 369  | 378  | 381  |
|               | 1869 | 1890 | 1921 | 1950 | 1980 | 2001 | 2017 | 2019 | 2022 | 2024 |